# 985 Розіна
985 Розіна (985 Rosina) — астероїд головного поясу, відкритий 14 жовтня 1922 року.
Тіссеранів параметр щодо Юпітера — 3,537.